# Live in New York (DVD de Peter Cincotti)
Pour les articles homonymes, voir Live in New York.
Live in New York est le premier enregistrement public du pianiste et auteur-compositeur-interprète Peter Cincotti, enregistré en 2005, paru en 2005 aux États-Unis et le 10 avril 2006 en France.
Il fait suite à un concert donné à New-York dans le courant de l'année 2005 par l'artiste et ses musiciens.

## Musiciens
- Peter Cincotti - Chant
- Scott Kreitzer - Saxophone
- Mark McLean - Batterie/Percussions
- Barak Mori - Basse

## Liste des pistes
- Saint-Louis blues 4:43
- Bali ha'i 4:02
- Raise the Roof 4:03
- Up on the oof 3:47
- He's watching	4:51
- Some Kind of Wonderful 3:11
- Sway 6:37
- On the Moon 5:05
- I love Paris	3:34
- You don't know Me 5:08
- A Night in Tunisia 5:59
- End credits 1:08
- The girl for me Tonight 5:01
- The girl I knew 4:06
- I changed the Rules 4:47